# Guantanamera
Das Lied Guantanamera („Das Mädchen aus Guantanamo“) geht in seiner verbreiteten Fassung auf eine Guajira-Melodie der kubanischen Musik zurück. Diese wiederum bezieht sich auf einige Verse aus dem Gedichtzyklus Versos Sencillos („einfache Verse“) des kubanischen Nationalhelden José Martí. In den Jahren 1929 bis 1935 improvisierte José Fernández Díaz im Radio auf aktuelle Tagesereignisse sogenannte Décimas und sang als Refrain Guantanamera, Guajira Guantanamera. Der Refraintext wurde in den 1930er-Jahren in Kuba zum Synonym für „schlechte Nachricht“. Die Improvisation des Lieds von Joseíto Fernández wurde später weltbekannt.

## Geschichte
Nach einigen Umwegen war es Pete Seeger, der den Martí-Text erstmals 1963 in der Carnegie Hall   in  Manhattan verwendete. Es gibt aber auch Platteneinspielungen, auf denen José Fernández Díaz den Martí-Text singt. Kurz vor seinem Tod sang Fernández Díaz 1976 im Lenin-Park von Havana noch eine Guantanamera-Fassung, wobei er, wie gewohnt, den Décima-Text improvisierte, also nicht den allgemein bekannten Martí-Text verwendete. 1985 bekamen seine Erben die Rechte am Text von einem kubanischen Gericht zugesprochen. 1993 erklärte das oberste Gericht Kubas Fernández Díaz (1908–1979) zum alleinigen Urheber der Komposition.
Pete Seegers 1963er-Aufführung in New York machte das Lied aber zugleich in größerem Maß über Kuba hinaus bekannt. Es wurde zu einem Lied der amerikanischen Gewerkschaftsbewegung. Im Sommer 1966 erschien eine Version des Lieds von der Gruppe The Sandpipers, die in Europa vor allem durch britische Piratensender einem großen Publikum zugänglich gemacht wurde.
1995, ein Jahr vor seinem Tod, drehte Tomás Gutiérrez Alea einen gleichnamigen Film, in dem dieses Lied als Titelsong dient.

## Der Text

### Refrain
Der Refrain lautet Guantanamera, Guajira Guantanamera, das ist ein Wortspiel:
Guantanamera ist die weibliche Form des Adjektivs zu Guantánamo und bedeutet „aus Guantánamo stammend“.
Guajira steht in Kuba einerseits für einen Musikstil bzw. einen Tanz, andererseits aber auch für eine Frau vom Lande oder eine Bäuerin. Guajira Guantanamera bedeutet also sowohl „Guajira-Lied aus Guantánamo“ als auch „Bäuerin aus Guantánamo“.

### Strophen
| Spanischer Originaltext                                                                                            | Deutsche Übersetzung |
| --- | --- |
| Yo soy un hombre sincero, de donde crece la palma, y antes de morirme quiero echar mis versos del alma.            | Ich bin ein aufrichtiger Mensch von da, wo die Palme wächst, und bevor ich sterbe, möchte ich mir meine Verse von der Seele singen. |
| Mi verso es de un verde claro y de un carmín encendido. Mi verso es un ciervo herido que busca en el monte amparo. | Mein Vers ist von hellem Grün und von entflammtem Rot Mein Vers ist ein verwundeter Hirsch der auf dem Berg Zuflucht sucht.         |
| Cultivo una rosa blanca, En julio como en enero, Para el amigo sincero Que me da su mano franca.                   | Ich ziehe eine weiße Rose heran, im Juli wie im Januar, für den ehrlichen Freund der mir seine freie Hand reicht.                   |
| Con los pobres de la tierra quiero yo mi suerte echar. El arroyo de la sierra me complace más que el mar.          | Mit den Ärmsten der Erde will ich mein Glück machen. Der Bach des Gebirges erfreut mich mehr als das Meer.                          |

## Andere Interpretationen
In der Folgezeit wurde und wird Guantanamera von zahlreichen Künstlern interpretiert, sowohl von politischen Liedermachern als auch Produzenten von Unterhaltungsmusik:
| - Orquesta Aragón - Argies - Willy Astor und Mike Krüger („G’wand an ham Ära“, mit abgeändertem Text) - Joan Baez - Banda Bassotti - Roberto Blanco - The Brandos - Buena Vista Social Club - Richard Clayderman - Celia Cruz - Joe Dassin & Nana Mouskouri - José Feliciano - Goombay Dance Band - Julio Iglesias & Demis Roussos - Wyclef Jean - Udo Jürgens („Wer zählt die Tränen“) - Audrey Landers - Karamelo Santo - Kingston Trio - Bisser Kirow - Klaus und Klaus („Ein Rudi Völler“) - Manfred Krug | - Dieter Thomas Kuhn (mit abgeändertem Text) - James Last - Trini Lopez - Helmut Lotti - Majan - Manuela - Müslüm Maqomayev - Los Paraguayos - Pitbull - Playing for Change - Dean Reed - The Sandpipers - Pete Seeger (seit Anfang der 1960er Jahre), The Weavers (einmalig 1963), Pete Seeger mit seinem Enkel Tao Rodriguez-Seeger (seit Anfang der 1990er Jahre) - Compay Segundo - Richard Stallman („Guantanamero“ mit abgeändertem Text) - Bernd Stelter („Ein Bier im Keller“) - Lynn Taitt & The Jets (als Reggae-Instrumental) - Die Toten Hosen (mit abgeändertem Text) - The Pozo Seco Singers (feat. Don Williams) - Robert Wyatt (als „Caimanera“) - Zucchero |

2002 lebte ein bereits zu Rudi Völlers aktiven Zeiten geprägter Fußball-Schlachtgesang wieder auf, der die Melodie von Guantanamera mit dem Text Es gibt nur ein’ Rudi Völler verbindet. Weiterhin basieren auch diverse Comedysongs mit umgedichtetem Liedtext auf der Melodie von Guantanamera.
In Schweden gab es einen Werbespot, in dem zu der Melodie Panta mera! (etwa: „Benutzt mehr Pfandflaschen“) gesungen wird. In vielen evangelischen Gemeinden in Deutschland wird zu der Melodie ein Text von Jürgen Werth, Herr aller Zeiten, gesungen.
Das Lied Guantanamera kommt außerdem in einer Instrumentalversion in Harry Gregson-Williams’ Soundtrack zu dem Film Antz vor. Bei der Netflix-Serie Haus des Geldes kommt das Lied ebenfalls vor.